# 阿扎那韦
阿扎那韦（英语：Atazanavir）以Reyataz等品牌销售，是一种用于治疗艾滋病的抗逆转录病毒药物。它通常被建议与其他抗逆转录病毒药物一起使用。它可用于针刺伤害或其他潜在暴露后的预防。这个药需要每天口服一次。
常见的副作用包括头痛、恶心、皮肤发黄、腹痛、睡眠困难和发烧。严重的副作用包括皮疹，如多形红斑和高血糖。阿扎那韦可以在怀孕期间安全使用。它属于蛋白酶抑制剂类，通过阻断HIV蛋白酶起作用。
阿扎那韦于2003年在美国被批准用于医疗用途。它是世界卫生组织基本药物标准清单中的一种药。截至2017年，Teva制药公司在美国生产了一个通用版本。

## 医疗用途

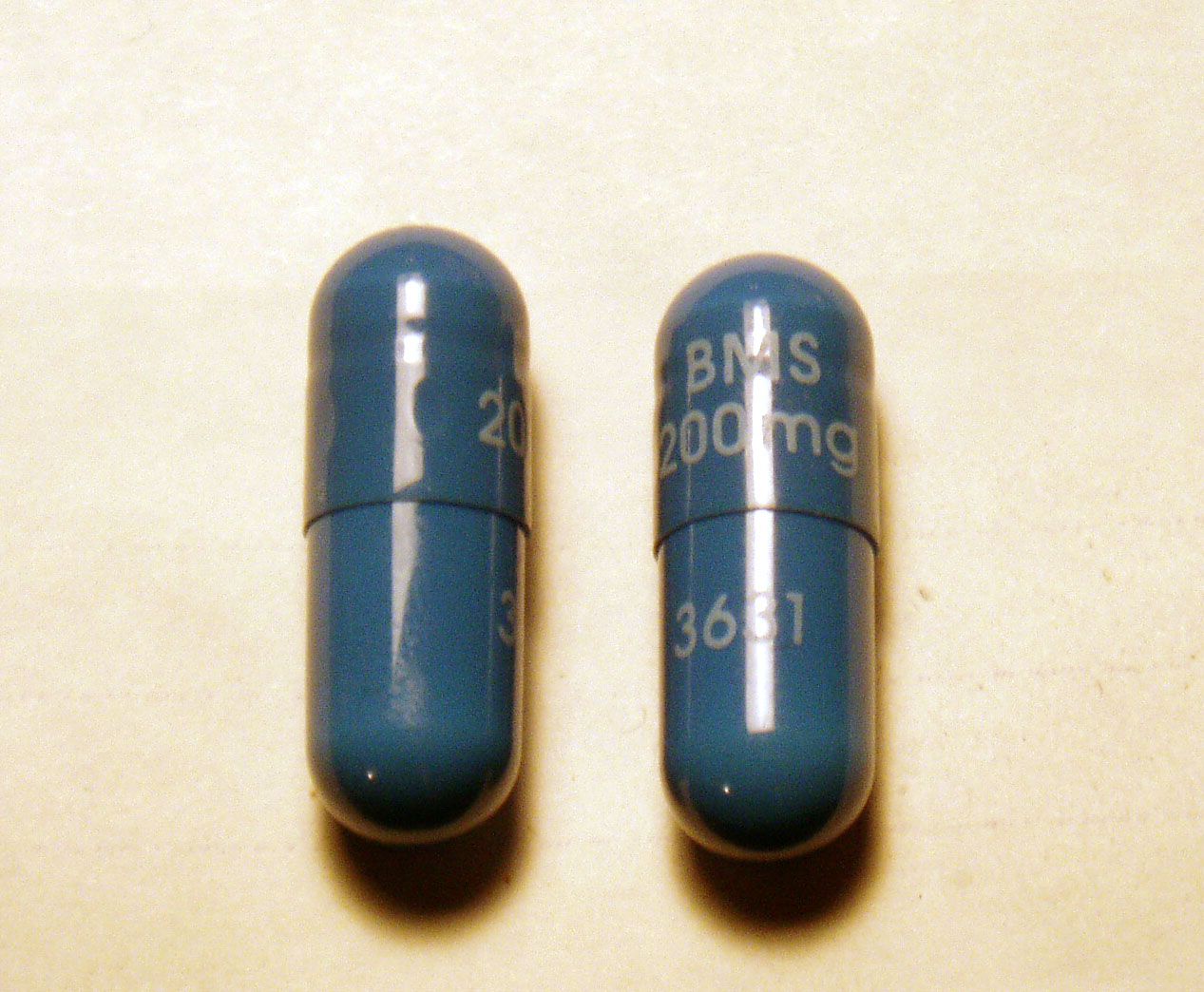
两粒Reyataz 200毫克胶囊

阿扎那韦用于治疗艾滋病毒。阿扎那韦的疗效已在许多精心设计的HAART初治和HAART经验成人试验中进行了评估。
阿扎那韦与其他蛋白酶抑制剂的区别在于它对脂质谱的影响较小，并且似乎不太可能引起脂肪营养不良。可能与其他蛋白酶抑制剂有一些交叉耐药性。当使用利托那韦加强治疗时，其效力与洛匹那韦相当，可用于具有一定程度耐药性的人的抢救治疗，尽管使用利托那韦加强治疗会降低阿扎那韦的代谢优势。

### 怀孕
在服用阿扎那韦的孕妇中没有发现有害的证据。它是以前未服用过HIV药物的孕妇首选的HIV药物之一。在观察到的2500多名活产婴儿中，它与任何出生缺陷无关。阿扎那韦导致更好的胆固醇分布，并证实它是怀孕期间的安全选择。

## 禁忌症
阿扎那韦禁用于既往有超敏反应（如史蒂文斯-约翰逊综合征、多形红斑或药疹）的患者。此外，阿扎那韦不应与阿夫唑嗪、利福平、伊立替康、鲁拉西酮、匹莫齐特、三唑仑、口服咪达唑仑、麦角衍生物、西沙必利、贯叶连翘、洛伐他汀、辛伐他汀、西地那非、茚地那韦或奈韦拉平合用。

## 副作用
常见的副作用包括：恶心、黄疸、皮疹、头痛、腹痛、呕吐、失眠、周围神经系统症状、头晕、肌肉疼痛、腹泻、抑郁和发烧。阿扎那韦通常会无症状地升高血液中的胆红素水平，但有时会导致黄疸。

## 作用机制
阿扎那韦与HIV蛋白酶的活性位点结合，阻止其将病毒蛋白的前体切割成病毒的工作机制。如果HIV蛋白酶不起作用，病毒就没有传染性，也就不会产生成熟的病毒粒子。阿扎肽药物被设计为肽链底物的类似物，HIV蛋白酶会正常切割成活性病毒蛋白。更具体地说，阿扎那韦是过渡态的结构类似物，在此期间苯丙氨酸和脯氨酸之间的键被破坏。人类没有任何酶可以破坏苯丙氨酸和脯氨酸之间的键，因此这种药物不会针对人体酶。

## 配方
阿扎那韦有150毫克胶囊、200毫克胶囊、300毫克胶囊和50毫克口服粉包。300毫克胶囊应减少药丸负担，因为一粒300毫克胶囊可替代两粒150毫克胶囊。阿扎那韦的纳米制剂正在灵长类动物中与蛋白酶抑制剂增强剂，利托那韦和NtRTI替诺福韦一起进行长效治疗测试。